# Dublany (rejon demidowski)
Dublany (ukr. Дубляни) – wieś na Ukrainie w rejonie demidowskim, obwodu rówieńskiego.